# Finland i olympiska vinterspelen 2002
Finland deltog i olympiska vinterspelen 2002

## Medaljer

### Guld
- Freestyle
  - Herrarnas puckelpist: Janne Lahtela

- Nordisk kombination
  - Herrarnas individuella: Samppa Lajunen
  - Herrarnas sprint: Samppa Lajunen
  - Herrarnas lag: Jari Mantila, Hannu Manninen, Jaakko Tallus och Samppa Lajunen

### Silver
- Nordisk kombination
  - Herrarnas individuella: Jaakko Tallus

- Backhoppning
  - Herrarnas lag K120: Janne Ahonen, Matti Hautamäki, Risto Jussilainen och Veli-Matti Lindström

### Brons
- Backhoppning
  - Herrarnas 120K: Matti Hautamäki